# Peripsychoda ambalata
Peripsychoda ambalata är en tvåvingeart som först beskrevs av Quate 1967.  Peripsychoda ambalata ingår i släktet Peripsychoda och familjen fjärilsmyggor. Inga underarter finns listade i Catalogue of Life.